# Korisnici C-130 Hercules u svijetu
Lockheed C-130 Hercules je američki višenamjenski vojni transportni avion koji se koristi u 70 zemalja diljem svijeta. Osim u vojne, C-130 se koristi i u civilne svrhe. Donji popis navodi sve korisnike ovog transportnog zrakoplova.

## Vojni korisnici

### Sjeverna i srednja Amerika

#### SAD
Dijelovi ratnog zrakoplovstva SAD-a u kojima se koriste Lockheed C-130 Hercules:
USAF
- 1. eskadron za specijalne operacije - baza Kadena, Japan - MC-130H
- 2. eskadron zračnog transporta - baza Pope, Fayetteville, Sjeverna Karolina - C-130H
- 4. eskadron za specijalne operacije - baza Hurlburt Field, Florida - AC-130U
- 5. eskadron za specijalne operacije (rezervni eskadron) - baza Eglin, Florida - MC-130P
- 7. eskadron za specijalne operacije - baza Mildenhall, UK - MC-130H
- 8. eskadron za specijalne operacije - baza Duke Field, Florida - MC-130E
- 9. eskadron za specijalne operacije - baza Eglin, Florida - MC-130P
- 14. oružani eskadron - baza Hurlburt Field, Florida - MC-130H
- 15. eskadron za specijalne operacije - baza Hurlburt Field, Florida - MC-130H
- 15. testni eskadron - baza Hill, Utah - C-130H
- 16. eskadron za specijalne operacije - baza Cannon, Novi Meksiko - AC-130H
- 17. eskadron za specijalne operacije - baza Kadena, Japan - MC-130P
- 19. eskadron za specijalne operacije - baza Hurlburt Field, Florida - AC-130U/H
- 30. eskadron zračnog transporta - baza Cheyenne, Wyoming - C-130H
- 35. ekspedicijski eskadron zračnog transporta - baza Munoz Marin, Portoriko - C-130E/H
- 36. eskadron zračnog transporta - baza Yakota, Japan - C-130E/H
- 37. eskadron zračnog transporta - baza Ramstein, Njemačka - C-130J-30
- 38. ekspedicijski eskadron zračnog transporta - baza Ramstein, Njemačka - C-130E/H
- 39. eskadron zračnog transporta - baza Dyess, Texas - C-130H
- 39. spasilački eskadron (rezervni eskadron) - baza Patrick Cocoa Beach, Florida - HC-130N/P
- 40. eskadron zračnog transporta - baza Dyess, Texas - C-130H/J
- 40. testni eskadron - baza Eglin, Florida - MC-130E
- 41. eskadron zračnog transporta - baza Little Rock, Arkansas - C-130J
- 41. eskadron elektroničkog ratovanja - baza Davis-Monthan, Tucson, Arizona - EC-130H
- 42. eskadron elektroničkog ratovanja - baza Davis-Monthan, Tucson, Arizona - EC-130H
- 43. eskadron elektroničkog ratovanja - baza Davis-Monthan, Tucson, Arizona - EC-130H
- 48. eskadron zračnog transporta - baza Little Rock, Arkansas - C-130J
- 50. eskadron zračnog transporta - baza Little Rock, Arkansas - C-130H
- 53. eskadron zračnog transporta - baza Little Rock, Arkansas - C-130E
- 53. eskadron (za vremenske uvjete) - baza Keesler, Biloxi, Mississippi - WC-130J
- 61. eskadron zračnog transporta - baza Little Rock, Arkansas - C-130E
- 62. eskadron zračnog transporta - baza Little Rock, Arkansas - C-130E
- 67. eskadron za specijalne operacije - baza Mildenhall, UK - MC-130P
- 71. spasilački eskadron - baza Moody, Georgia - HC-130P
- 79. spasilački eskadron - baza Davis Monthan, Tucson, Arizona - HC-130P
- 96. eskadron zračnog transporta (rezervni eskadron) - baza Minneapolis, Minnesota - C-130H3
- 328. eskadron zračnog transporta (rezervni eskadron) - baza New York - C-130H
- 339. testni eskadron - baza Robins, Georgia
- 357. eskadron zračnog transporta (rezervni eskadron) - baza Maxwell, Montgomery, Alabama - C-130H
- 413. testni eskadron - baza Hurlburt Field, Florida
- 418. testni eskadron - baza Edwards, Kalifornija - NC-130H, C-130J
- 440. krilo zračnog transporta - baza General Mitchell Field, Milwaukee, Wisconsin - C-130H
- 550. eskadron za specijalne operacije - baza Kirtland, Albuquerque, New Mexico - MC-130P, MC-130H
- 645. materijalni eskadrilni odred 1 - baza Palmdale, Kalifornija - MC-130E, EC-130H
- 700 eskadron zračnog transporta (rezervni eskadron) - baza Dobbins, Atlanta, Georgia - C-130H
- 711. eskadron za specijalne operacije (rezervni eskadron) - Duke Field, Florida - MC-130E

- 731. eskadron zračnog transporta (rezervni eskadron) - baza Peterson, Colorado Springs, Colorado - C-130H
- 737. ekspedicijski eskadron zračnog transporta - baza Ali Al Salem, Kuvajt - C-130E
- 738. ekspedicijski eskadron zračnog transporta - baza Ali Al Salem, Kuvajt - C-130E/H
- 745. ekspedicijski eskadron zračnog transporta - baza Al Udeid, Katar - C-130H
- 746. ekspedicijski eskadron zračnog transporta - baza Al Udeid, Katar - C-130H
- 747. ekspedicijski eskadron zračnog transporta - baza Al Udeid, Katar - C-130J
- 757. eskadron zračnog transporta (rezervni eskadron) - baza Youngstown, Ohio - C-130H
- 758. eskadron zračnog transporta (rezervni eskadron) - baza Pittsburgh, Pennsylvania - C-130H
- 773. eskadron zračnog transporta (rezervni eskadron) - baza Youngstown, Ohio - C-130H
- 774. ekspedicijski eskadron zračnog transporta - baza Bagram, Afganistan - C-130E/H
- 777. ekspedicijski eskadron zračnog transporta - baza Ali, Irak - C-130H
- 815. eskadron zračnog transporta (rezervni eskadron) - baza Keesler, Mississippi - C-130J

Zračne snage američke Nacionalne garde
- 102. spasilački eskadron - zračne snage Nacionalne garde New York - baza Francis S. Gabreski, Westhampton Beach, New York - HC-130N/P
- 105. eskadron zračnog transporta - zračne snage Nacionalne garde Tennessee - baza Nashville, Tennessee - C-130H
- 109. eskadron zračnog transporta - zračne snage Nacionalne garde Minnesota - baza Minneapolis, Minnesota - C-130H
- 115. eskadron zračnog transporta - zračne snage Nacionalne garde Kalifornija - baza Channel Islands, Port Hueneme, Kalifornija - C-130J i C-130E
- 129. spasilački eskadron - zračne snage Nacionalne garde Kalifornija - baza Moffett Field, Sunnyvale, Kalifornija - H/MC-130P
- 130. eskadron zračnog transporta - zračne snage Nacionalne garde Zapadna Virginia - baza Yeager Airport, Charleston, Zapadna Virginia - C-130H
- 135. eskadron zračnog transporta - zračne snage Nacionalne garde Maryland - baza Martin, Maryland - C-130J
- 139. eskadron zračnog transporta - zračne snage Nacionalne garde New York - baza Schenectady County, Scotia, New York - LC/C-130H
- 142. eskadron zračnog transporta - zračne snage Nacionalne garde Delaware - baza Wilmington, Delaware - C-130H
- 143. eskadron zračnog transporta - zračne snage Nacionalne garde Rhode Island - baza Quonset, Rhode Island - C-130J
- 144. eskadron zračnog transporta - zračne snage Nacionalne garde Aljaska - baza Kulis, Anchorage, Aljaska - C-130H
- 154. eskadron za obuku pilota - zračne snage Nacionalne garde Arkansas - baza Little Rock, Arkansas - C-130E/H
- 156. eskadron zračnog transporta - zračne snage Nacionalne garde Sjeverna Karolina - baza Charlotte/Douglas, Charlotte, Sjeverna Karolina - C-130H
- 158. eskadron zračnog transporta - zračne snage Nacionalne garde Georgia - baza Savannah, Georgia - C-130H
- 159. borbeni eskadron - zračne snage Nacionalne garde Florida - baza Jacksonville, Florida - C-130H
- 164. eskadron zračnog transporta - zračne snage Nacionalne garde Ohio - baza Mansfield, Ohio - C-130H
- 165. eskadron zračnog transporta - zračne snage Nacionalne garde Kentucky - baza Louisville, Kentucky - C-130H
- 169. eskadron zračnog transporta - zračne snage Nacionalne garde Illinois - baza General Wayne A. Downing Peoria, Peoria County, Illinois - C-130H
- 180. eskadron zračnog transporta - zračne snage Nacionalne garde Missouri - baza Rosecrans, Saint Joseph, Missouri - C-130H
- 181. eskadron zračnog transporta - zračne snage Nacionalne garde Texas - baza Carswell, Fort Worth, Texas - C-130H
- 187. eskadron zračnog transporta - zračne snage Nacionalne garde Wyoming - baza Cheyenne, Wyoming - C-130H
- 192. eskadron zračnog transporta - zračne snage Nacionalne garde Nevada - baza Reno/Tahoe, Nevada - C-130H
- 193. eskadron za specijalne operacije - zračne snage Nacionalne garde Pennsylvania - baza Olmsted Field, Pennsylvania - EC-130J
- 198. eskadron zračnog transporta - zračne snage Nacionalne garde Portoriko - baza Muñiz, Luis Muñoz Marín, Carolina, Portoriko - C-130E
- 211. spasilački eskadron - zračne snage Nacionalne garde Aljaska - baza Kulis, Anchorage, Alaska - HC-130(H)N

Spasilačka služba SAD-a
- 5. okrug spasilačke službe - baza Elizabeth City, Sjeverna Karolina - HC-130H
- 7. okrug spasilačke službe - baza Clearwater, Florida - HC-130H
- 14. okrug spasilačke službe - baza Kalaeloa, Oahu, Havaji - HC-130H
- 17. okrug spasilačke službe - baza Kodiak Island, Aljaska - HC-130H

Američki marinski korpus
- VMGR-152 - transportni eskadron za zračno dolijevanje gorivom "Sumos" - baza Futenma, Okinawa, Japan - KC-130J
- VMGR-234 - transportni eskadron za zračno dolijevanje gorivom "Rangers" - baza Fort Worth, Dallas, Texas - KC-130T
- VMGR-252 - transportni eskadron za zračno dolijevanje gorivom "Otis" - baza Cherry Point, Sjeverna Karolina - KC-130J
- VMGR-352 - transportni eskadron za zračno dolijevanje gorivom "Raiders" - baza Miramar, San Diego, Kalifornija - KC-130J
- VMGR-452 - transportni eskadron za zračno dolijevanje gorivom "Yankees" - baza Stewart, New York - KC-130T
- VMGRT-253 - transportni eskadron za zračno dolijevanje gorivom "Titans" - baza Cherry Point, Sjeverna Karolina - KC-130F/R/T (prestao s radom)

Mornarica SAD-a
- mornarički demonstracijski eskadron "Blue Angels" - baza Pensacola, Florida - C-130T
- VX-20 razvojni eskadron - baza Patuxent River, Washington D.C. - KC-130F/J
- eskadron za zračno testiranje THREE ZERO "Bloodhounds" - baza Point Mugu, Kalifornija - C-130A
- VR-53 flota za logističku potporu (rezervni status) "Capital Express" - baza Washington D.C.
- VR-54 flota za logističku potporu (rezervni status) "Revelers" - baza New Orleans, Louisiana
- VR-55 flota za logističku potporu (rezervni status) "Minutemen" - baza Point Mugu, Kalifornija
- VR-62 flota za logističku potporu (rezervni status) "Nor'easters" - baza Brunswick, Maine
- VR-64 flota za logističku potporu (rezervni status) "Condors" - baza Willow Grove, Pennsylvania

#### Honduras
Honduraške zračne snage

#### Kanada
Dijelovi Kraljevskih kanadskih zračnih snaga u kojima se koristi Lockheed C-130 Hercules:
- 8. krilo Trenton
  - 424. eskadron - baza Trenton, Ontario - CC-130E/H T56-15
  - 426. eskadron - baza Trenton, Ontario - CC-130E/H T56-15
  - 436. eskadron - baza Trenton, Ontario - CC-130E/H T56-15 (koristit će svih 17 CC-130J transportnih zrakoplova do travnja 2012. godine)
- 14. krilo Greenwood
  - 413. eskadron - baza Greenwood, Nova Scotia - CC-130E T56-15 X3
- 17. krilo Winnipeg
  - 435. eskadron - baza Winnipeg, Manitoba - CC-130E + 5 CC-130HR(T)

#### Meksiko
Dio meksičkih zračnih snaga u kojem se koristi Lockheed C-130 Hercules:
- 302. eskadron - baza Santa Lucía, Estado de México - C-130A/E/K/L-100-30

### Južna Amerika

#### Argentina
Dio argentinskih zračnih snaga u kojem se koristi Lockheed C-130 Hercules:
- 1. zračna brigada
  - 1. zračni transportni eskadron - zračna baza El Palomar - C-130B/H, KC-130H i L-100-30.

#### Bolivija
Dijelovi bolivijskih zračnih snaga u kojima se koristi Lockheed C-130 Hercules:
- Escuadrón de Transporte 710 - dva C-130B i jedan C-130H.
- Fuerza de Tarea Diablos Negros - tri C-130B.
- Transporte Aéreos Bolivianos - RC-130A

#### Brazil
Dijelovi brazilskih zračnih snaga u kojima se koristi Lockheed C-130 Hercules:
- 1. Grupo de Transporte - baza Galeão - u službi je 11 zrakoplova C-130E.
- 1. Grupo de Transporte de Tropas - baza Campo dos Afonsos - u službi je 10 C-130H i 2 KC-130 zrakoplova.

#### Ekvador
Ekvadorske zračne snage.

#### Kolumbija
Kolumbijske zračne snage

#### Peru
Peruanske zračne snage

#### Urugvaj
Dio urugvajskih zračnih snaga u kojem se koristi Lockheed C-130 Hercules:
- 3. zračni eskadron - dva C130B.[1]

#### Venezuela
Venezuelanske zračne snage.

### Europa

#### Austrija
Dio austrijskih zračnih snaga u kojem se koristi Lockheed C-130 Hercules:
- Fliegerregiment 3, 4. Transportstaffel - baza Linz - Horsching - C-130K.

#### Belgija
Dio belgijskih zračnih snaga u kojem se koristi Lockheed C-130 Hercules:
- 15. zračno krilo - baza Bruxelles - Melsbroek - od 1972. godine u uporabi je 12 C-130H

#### Danska
Dio Kraljevskih danskih zračnih snaga u kojem se koristi Lockheed C-130 Hercules:
- 721. eskadrila - baza Aalborg - koristi se model C-130J-30

#### Francuska
Dio francuskih zračnih snaga u kojem se koristi Lockheed C-130 Hercules:
- ET 02.061 Franche-Comté - baza Orléans Bricy - C-130H, C-130H-30

#### Grčka
Dio grčkih zračnih snaga u kojem se koristi Lockheed C-130 Hercules:
- 112 Pterix 356 Mira 'Iraklis' - baza Elefsis - C-130B/H

#### Italija
Dijelovi talijanskih zračnih snaga u kojima se koristi Lockheed C-130 Hercules:
- 46 Brigata Aerea, 2 Gruppo - baza Pisa - San Giusto - 12 zrakoplova C-130J (6 zrakoplova s dijelovima KC-130J)
- 46 Brigata Aerea, 50 Gruppo - baza Pisa - San Giusto - 10 zrakoplova C-130J-30

#### Nizozemska
Dio Kraljevskih nizozemskih zračnih snaga u kojem se koristi Lockheed C-130 Hercules:
- 336. eskadron - baza Eindhoven - dva C-130H te dva C-130H-30.

#### Norveška
Dio Kraljevskih norveških zračnih snaga u kojem se koristi Lockheed C-130 Hercules:
- 335. eskadron - baza Gardermoen, Ullensaker - od 1969. do 2008. Norveška je koristila 6 C-130H koji su 2008. zamijenjeni s 4 C-130J.

#### Poljska
Dio poljskih zračnih snaga u kojem se koristi Lockheed C-130 Hercules:
- 14 Eskadra Lotnictwa Transportowego - baza Powidz - avioni su dati Poljskoj kao dio vojne pomoći kada je SAD 2009. zemlji dostavio pet C-130E Hercules zrakoplova koje je nekad koristio USAF.

#### Portugal
Dio portugalskih zračnih snaga u kojem se koristi Lockheed C-130 Hercules:
- 501 Esquadra BA6 - BAZA Montijo - C-130H/H-30

#### Rumunjska
Dio rumunjskih zračnih snaga u kojem se koristi Lockheed C-130 Hercules:
- 90 zračna baza - Otopeni - Bukurešt - C-130B/H

#### Španjolska
Dijelovi španjolskih zračnih snaga u kojima se koristi Lockheed C-130 Hercules:
- 311. eskadron - baza Zaragoza - C-130H/H-30
- 312. eskadron - baza Zaragoza - KC/C-130H

#### Švedska
Dio švedskih zračnih snaga u kojem se koristi Lockheed C-130 Hercules:
- F 7 Skaraborgs flygflottilj, 3 Transportflygenhet - baza Såtenäs - C-130E/H

#### Turska
Dio turskih zračnih snaga u kojem se koristi Lockheed C-130 Hercules:
- 222 Filo - baza Erkilet - C-130B i C-130E

Sedam transportnih zrakoplova C-130E Hercules bit će nadograđeno, dok je pet zrakoplova C-130B Hercules opremljeno s ELINT/SIGINT opremom. Svi C-130 avioni u službi turskog ratnog zrakoplovstva započeli su s 56 mjesečnim periodom nadogradnje od strane Turkish Aerospace Industries (TAI). Taj proces nazvan je Erciyes Program. Dva zrakoplova nadogradio je Turkish Aerospace Industries, dok će preostalu nadogradnju obaviti turske zračne snage a TAI će nadzirati cijeli proces. Primarni cilj je poboljšanje postojeće avionike sa 17 novih sustava dok će 5 sustava biti ažurirano. Također, povećana je i količina hardvera i softvera u avionima kako bi se smanjili dugoročni troškovi.

#### Ujedinjeno Kraljevstvo
Dijelovi RAF-a u kojima se koristi Lockheed C-130 Hercules:
- 24. eskadron - RAF Lyneham (C.4/C.5)
- 30. eskadron - RAF Lyneham (C.4/C.5)
- 47. eskadron - RAF Lyneham (C.1/C.3)
- 70. eskadron - RAF Lyneham (C.1/C.3)
- 2. operativna jedinica - RAF Lyneham (C.1/C.3/C.4/C.5)
- 1312. let RAF-a - baza RAF Mount Pleasant, Falklandski otoci (C.1)

### Azija

#### Bangladeš
Dio zračnih snaga Bangladeša u kojem se koristi Lockheed C-130 Hercules:
- 101. eskadron - baza Kurmitola - 4 C-130B i 1 TC-130B[3]

#### Filipini
Dio filipinskih zračnih snaga u kojem se koristi Lockheed C-130 Hercules:
- 222. transportni eskadron
  - 220. transportno krilo - baza Benito Ebuen - otok Mactan, Cebu - C-130B/H

#### Indija
Indija je blizu sklapanja ugovora sa SAD-om o kupnji šest transportnih zrakoplova C-130J Super Hercules za potrebe vlastitih zračnih snaga, s opcijom za kupnju još šest zrakoplova čije odobrenje je dala Vlada.

#### Indonezija
Dijelovi indonežanskih zračnih snaga u kojima se koristi Lockheed C-130 Hercules:
- Skadron Udara 17 (VIP)
- Skadron Udara 31
- Skadron Udara 32

#### Irak
Dio iračkih zračnih snaga u kojem se koristi Lockheed C-130 Hercules:
- 23. eskadron - tri aviona C-130E i šest C-130-J30

#### Iran
Zračne snage Islamske Republike Iran koriste C-130E, C-130H i 1 RC-130 avione.

#### Izrael
Dijelovi izraelskih zračnih snaga u kojima se koristi Lockheed C-130 Hercules:
- 103. eskadron "Slonovi" - baza Nevatim - C-130E/H i KC-130H
- 131. eskadron "Žuta ptica" - baza Nevatim - C-130E/H i KC-130H

#### Japan
Dio japanskih zračnih snaga u kojem se koristi Lockheed C-130 Hercules:
- 401. eskadron - baza Komaki - C-130H

Japansko ministarstvo obrane naručilo je C-130H koji je 1981. godine predstavljao najnoviji model. Prvi C-130H dostavljen je japanskim zračnim snagama 1984. te je do 1998. od američkog Lockheeda kupljeno ukupno 16 C-130 zrakoplova. Ti zrakoplovi bili su aktivni u Iraku u transportnim misijama od 2004. do 2008. Neki C-130H bit će opremljeni s mogućnošću nadolijevanja goriva u zraku tokom leta.

#### Jemen
Jemenske zračne snage.

#### Jordan
Dio Kraljevskih jordanskih zračnih snaga u kojem se koristi Lockheed C-130 Hercules:
- 3 eskadron - baza Al Matar, Amman - trenutno je u uporabi jedino C-130H dok je stariji C-130B prodan Singapuru te je početkom 1980-ih konvertiran u KC-130B.

#### Južna Koreja
C-130 je uveden u službu južnokorejskih zračnih snaga u siječnju 1988. godine.

#### Katar
Katarskim emiratskim zračnim snagama će se 2011. godine dostaviti tri C-130J.

#### Kuvajt
Dio kuvajtskih zračnih snaga u kojem se koristi Lockheed C-130 Hercules:
- 41. eskadron - baza Kuwait - L-100-30

#### Malezija
Dijelovi Kraljevskih malezijskih zračnih snaga u kojima se koristi Lockheed C-130 Hercules:
- 14. eskadron - baza Labuan - C-130H
- 20. eskadron - baza Subang - C-130H, C-130H-30 i C-130T

#### Oman
Dio Kraljevskih omanskih zračnih snaga u kojem se koristi Lockheed C-130 Hercules:
- 14. eskadron - baza Seeb - C-130H

#### Pakistan
Dio pakistanskih zračnih snaga u kojem se koristi Lockheed C-130 Hercules:
- 35. zračno transportno krilo - baza Chaklala[8]
  - 6. eskadron Antelopes - C-130B, C-130E i L-100

#### Saudijska Arabija
Dijelovi Kraljevskih saudijskih zračnih snaga u kojima se koristi Lockheed C-130 Hercules:
- 1. eskadron - baza princ Sultan - VC-130H i L-100-30
- 4. eskadron - baza Jedda - C-130E, C-130H i C-130H-30
- 16. eskadron - baza princ Sultan - C-130E, C-130H i L-100-30
- 32. eskadron - baza princ Sultan - KC-130H.

#### Singapur
Dio singapurskih zračnih snaga u kojem se koristi Lockheed C-130 Hercules:
- 122. eskadron - baza Paya Lebar - šest C-130H i četiri KC-130B (bivši zrakoplovi Kraljevskih jordanskih zračnih snaga)

#### Šri Lanka
Dio ratnog zrakoplovstva Šri Lanke u kojem se koristi Lockheed C-130 Hercules:
- 2. eskadron za teški transport - baza Ratmalana - C-130K

#### Tajland
Dio tajlandskih zračnih snaga u kojim se koristi Lockheed C-130 Hercules:
- 601. eskadron
  - 6. krilo - baza Bangkok - 12 C-130 zrakoplova

#### Tajvan
Dio tajvanskih zračnih snaga u kojim se koristi Lockheed C-130 Hercules:
- 439. kombinirano krilo (kin. 439聯隊)

#### UAE
Ratno zrakoplovstvo Ujedinjenih Arapskih Emirata

#### Vijetnam
Vijetnamske zračne snage

### Afrika

#### Alžir
Alžirske zračne snage raspolažu s 19 transportnih aviona C-130, uključujući 9 C-130H, 8 C-130H-30 i 2 L-100-30.

#### Angola
Nacionalne zračne snage Angole koriste 6 C-130K, 3 L-100-20 i 2 L-100-30.

#### Bocvana
Ratno zrakoplovstvo Bocvane

#### Čad
Ratno zrakoplovstvo Čada

#### Egipat
Dio egipatskih zračnih snaga u kojem se koristi Lockheed C-130 Hercules:
- 26. eskadron - zapadni aerodrom u Kairu - C-130H, C-130H-30 i EC130H.

#### Etiopija
Etiopske zračne snage

#### Gabon
Gabonske zračne snage

#### JAR
Dio južnoafričkih zračnih snaga u kojem se koristi Lockheed C-130 Hercules:
- 28. eskadron - baza Waterkloof, Pretoria - C-130BZ.

#### Kamerun
Kamerunske zračne snage

#### Liberija
Liberijske zračne snage

#### Libija
Libija navodno ima osam C-130 koji su pohranjeni u hangaru zračne baze Dobbins, u američkoj saveznoj državi Georgiji. Međutim ti zrakoplovi nikad nisu dostavljeni Libiji.

#### Maroko
Dio Kraljevskih marokanskih zračnih snaga u kojem se koristi Lockheed C-130 Hercules:
- Escadrille de Transport - baza Rabat - C-130H

#### Niger
Ratno zrakoplovstvo Nigera

#### Nigerija
Dio nigerijskih zračnih snaga u kojem se koristi Lockheed C-130 Hercules:
- 88 MAG - baza Lagos - C-130H i C-130H-30

#### Sudan
Sudanske zračne snage

#### Tunis
Tuniške zračne snage

#### Zambija
Zambijsko ratno zrakoplovstvo

### Oceanija

#### Australija
Dijelovi Kraljevskih australskih zračnih snaga u kojima se koristi Lockheed C-130 Hercules:
- 36. eskadron - bivša jedinica.
- 37. eskadron - baza Richmond, Novi Južni Wales - C-130H and C-130J.[9]

#### Novi Zeland
Dio Kraljevskih novozelansdskih zračnih snaga u kojem se koristi Lockheed C-130 Hercules:
- 40. eskadron - Whenuapai, Auckland - C-130H.

## Civilni korisnici

### Irska
- Air Contractors: koristi jedan zrakoplov koji je iznajmljen tvrtki Safair.

### JAR
- Safair: koristi 9 zrakoplova L100-30.

### Kanada
- First Air: koristi dva L-382 HerculesG zrakoplova za transport tereta na Arktik.

### SAD
- Lynden Air Cargo: koristi šest L-382 Hercules zrakoplova za transport tereta.
- Neptune Aviation Services: jedan model AT-130 se koristi kao vodena cisterna.
- nepoznata kompanija: koristi jedan C-130A kao vodeni bombarder. Zrakoplov je nekad bio u službi USAF-a i bivših južno vijetnamskih zračnih snaga.

### Švicarska
- Zimex Aviation: za potrebe Crvenog križa koriste se dva L100-30.